# Niclas Alexandersson
Jens Niclas Alexandersson (ur. 29 grudnia 1971 w Halmstad) – szwedzki piłkarz występujący na pozycji pomocnika.
Profesjonalną karierę rozpoczynał w Halmstads BK w 1987 roku. Osiem lat później przeniósł się do IFK Göteborg, z którym grał w Lidze Mistrzów. W 1997 roku wyjechał do Anglii, by reprezentować barwy Sheffield Wednesday (do 2000) i Evertonu (od 2000 do 2003). Od września do października 2003 był wypożyczony do West Ham United, a następnie wrócił do IFK Göteborg, gdzie w 2008 r. zakończył karierę.
W reprezentacji Szwecji zadebiutował w 1993 roku. Wystąpił na mistrzostwach świata w 2002 i 2006 roku oraz mistrzostwach Europy w 2000 i 2004 roku. Dla drużyny narodowej rozegrał ponad 100 spotkań.